# Зеленорощинська сільська рада (Александровський район)
Зеленорощинська сільська рада (рос. Зелёнорощинский сельский совет) — сільське поселення у складі Александровського району Оренбурзької області Росії.
Адміністративний центр — село Зелена Роща.

## Населення
Населення — 661 особа (2019; 758 в 2010, 873 у 2002).

## Склад
До складу сільської ради входять:
| Населений пункт   | Населення, осіб (2002) | Населення, осіб (2010) |
| ----------------- | ---------------------- | ---------------------- |
| Зелена Роща, село | 317                    | 268                    |
| Канчирово, село   | 175                    | 173                    |
| Кутучево, село    | 305                    | 248                    |
| Якут, село        | 76                     | 69                     |